# Coupe des nations du Pacifique 2009
Navigation
Édition précédente Édition suivante
La Coupe des nations du Pacifique 2009 (en anglais : Pacific Nations Cup 2009) est la quatrième édition de la compétition. Elle regroupe les équipes des Samoa, des Fidji, des Tonga, du Japon et des Junior All Blacks.
Les Junior All Blacks remportent la compétition.

## Classement
| Pos | Équipe            | joué | G | N | P | PP  | PC  | +/- | Bonus | Pts |
| --- | ----------------- | ---- | - | - | - | --- | --- | --- | ----- | --- |
| 1   | Junior All Blacks | 4    | 4 | 0 | 0 | 161 | 79  | +82 | 3     | 19  |
| 2   | Fidji             | 4    | 3 | 0 | 1 | 112 | 120 | -8  | 2     | 14  |
| 3   | Samoa             | 4    | 2 | 0 | 2 | 91  | 64  | +27 | 4     | 12  |
| 4   | Japon             | 4    | 1 | 0 | 3 | 96  | 145 | -49 | 2     | 6   |
| 5   | Tonga             | 4    | 0 | 0 | 4 | 79  | 131 | -52 | 1     | 1   |

|  | Vainqueur de la compétition.                                                                                               |
|  | V : victoires • N : matchs nuls • D : défaites • PM : points marqués • PE : points encaissés • Diff : différence de points |

Attribution des points : victoire : 4, match nul : 2, défaite : 0 ; plus les bonus (offensif : 4 essais marqués ; défensif : défaite par 7 points d'écart maximum).

## Calendrier

### 1rejournée
| 12 juin 2009 16h00 UTC-11 | Samoa                                                                     | 16 – 17 (0 - 14) | Junior All Blacks                                                                                | Apia Park, Apia Arbitre : Dave Pearson |
| 12 juin 2009 16h00 UTC-11 | Essai(s) : Williams (62e), Lauina (67e) Pénalité(s) : Williams (43e, 46e) |                  | Essai(s) : Gear (23e), Dagg (27e) Transformation(s) : Slade (23e, 27e) Pénalité(s) : Slade (50e) | Apia Park, Apia Arbitre : Dave Pearson |
| 12 juin 2009 16h00 UTC-11 |                                                                           |                  |                                                                                                  | Apia Park, Apia Arbitre : Dave Pearson |

| 13 juin 2009 12h00 UTC+13 | Tonga | 22 – 36 (10 - 19) | Fidji | Teufaiva Sport Stadium, Nuku'alofa Arbitre : Nathan Pearce |
| 13 juin 2009 12h00 UTC+13 | Essai(s) : Fatafehi (1e), Toke (43e), Lilo (58e) Transformation(s) : Halaifonua (1e, 58e) Pénalité(s) : Halaifonua (31e) |                   | Essai(s) : Nagusa (20e, 40e), Seuseu (37e), Koto (54e), Noilea (81e), Transformation(s) : Rawaqa (37e, 40e, 54e, 81e) Pénalité(s) : Rawaqa (73e) | Teufaiva Sport Stadium, Nuku'alofa Arbitre : Nathan Pearce |
| 13 juin 2009 12h00 UTC+13 | |                   | | Teufaiva Sport Stadium, Nuku'alofa Arbitre : Nathan Pearce |

### 2ejournée
| 18 juin 2009 15:10 UTC+12 | Fidji                                                                                      | 17 - 45 (7 - 24) | Junior All Black | Churchill Park, Lautoka Arbitre : Peter Fitzgibbon |
| 18 juin 2009 15:10 UTC+12 | Essai(s) : Kenatale (17e), Matadigo (45e), Keresoni (74e) Transformation(s) : Noilea (17e) |                  | Essai(s) : Gear (7e, 80e), Donnelly (19e), Ellison (25e), Tuitavake (33e), Lowe (42e), Ranger (66e) Transformation(s) : Brett (25e, 33e, 42e, 66e), Slade (80e) | Churchill Park, Lautoka Arbitre : Peter Fitzgibbon |
| 18 juin 2009 15:10 UTC+12 |                                                                                            |                  | | Churchill Park, Lautoka Arbitre : Peter Fitzgibbon |

| 18 juin 2009 12h10 UTC+12 | Japon                                                                                                   | 15 - 34 (3 - 15) | Samoa | Lawaqa Park, Sigatoka Arbitre : Nathan Pearce |
| 18 juin 2009 12h10 UTC+12 | Essai(s) : Tarrant (47e), Onozawa (50e) Transformation(s) : Nicholas (47e) Pénalité(s) : Nicholas (26e) |                  | Essai(s) : Essai de pénalité (24e), Va'a (36e), Tagicakibau (52e), Schwalger (53e), Lauina (62e), Sititi (68e) Transformation(s) : Williams (24e, 52e) | Lawaqa Park, Sigatoka Arbitre : Nathan Pearce |
| 18 juin 2009 12h10 UTC+12 | |                  | | Lawaqa Park, Sigatoka Arbitre : Nathan Pearce |

### 3ejournée
| 23 juin 2009 12h10 UTC+12 | Samoa | 27 – 13 (10 - 6) | Tonga                                                                                | Churchill Park, Lautoka Arbitre : Romain Poite |
| 23 juin 2009 12h10 UTC+12 | Essai(s) : Williams (6e), Stowers (39e), Tagicakibau (41e), Poluleuligaga (55e), Transformation(s) : Anufe (41e, 55e) Pénalité(s) : Williams (73e) |                  | Essai(s) : Kaufusi (62e) Transformation(s) : Hola (62e) Pénalité(s) : Hola (1e, 37e) | Churchill Park, Lautoka Arbitre : Romain Poite |
| 23 juin 2009 12h10 UTC+12 | |                  |                                                                                      | Churchill Park, Lautoka Arbitre : Romain Poite |

| 23 juin 2009 15h10 UTC+12 | Junior All Black | 52 – 21 (40 - 0) | Japon                                                                                          | Churchill Park, Lautoka Arbitre : Jonathan Kaplan |
| 23 juin 2009 15h10 UTC+12 | Essai(s) : Vito (11e, 33e), Slade (16e), Gear (21e, 84e), Clarke (23e), Lauaki (36e, 72e) Transformation(s) : Slade (11e, 21e, 23e, 33e, 36e), Brett (84e) |                  | Essai(s) : Ono (45e), Tarrant (57e), Taira (63e), Transformation(s) : Nicholas (45e, 57e, 63e) | Churchill Park, Lautoka Arbitre : Jonathan Kaplan |
| 23 juin 2009 15h10 UTC+12 | |                  |                                                                                                | Churchill Park, Lautoka Arbitre : Jonathan Kaplan |

### 4ejournée
| 27 juin 2009 12:10 UTC+12 | Tonga                                                                                | 19 - 21 (? - ?) | Japon | Churchill Park, Lautoka Arbitre : Jonathan Kaplan |
| 27 juin 2009 12:10 UTC+12 | Essai(s) : Vaka (?e), Ma'asi (?e), Halaifonua (?e) Transformation(s) : Hola (?e, ?e) |                 | Essai(s) : Webb (?e, ?e) Transformation(s) : Nicholas (?e) Pénalité(s) : Nicholas (?e), Arlidge (?e, ?e) | Churchill Park, Lautoka Arbitre : Jonathan Kaplan |
| 27 juin 2009 12:10 UTC+12 |                                                                                      |                 | | Churchill Park, Lautoka Arbitre : Jonathan Kaplan |

| 27 juin 2009 15h10 UTC+12 | Samoa                                                       | 14 - 19 (? - ?) | Fidji                                                                                  | Churchill Park, Lautoka Arbitre : Jonathan Kaplan |
| 27 juin 2009 15h10 UTC+12 | Essai(s) : Tauafao (?e) Pénalité(s) : Williams (?e, ?e, ?e) |                 | Essai(s) : Goneva (?e) Transformation(s) : Bai (?e) Pénalité(s) : Bai (?e, ?e, ?e, ?e) | Churchill Park, Lautoka Arbitre : Jonathan Kaplan |
| 27 juin 2009 15h10 UTC+12 |                                                             |                 |                                                                                        | Churchill Park, Lautoka Arbitre : Jonathan Kaplan |

### 5ejournée
| 2 juillet 2009 15h10 UTC+12 | Juniors All Black | 47 – 25 (12 - 20) | Tonga | Stade national, Suva Arbitre : Dave Pearson |
| 2 juillet 2009 15h10 UTC+12 | Essai(s) : Gear (20e, 23e, 85e), Ranger (48e), Lauaki (51e), Mathewson (72e), Fruean (75e) Transformation(s) : Brett (23e, 48e, 51e), Slade (72e, 75e, 85e) |                   | Essai(s) : Kauhenga (3e), Kaufusi (42e), Malupo (55e) Transformation(s) : Hola (3e, 42e) Pénalité(s) : Hola (13e, 25e) | Stade national, Suva Arbitre : Dave Pearson |
| 2 juillet 2009 15h10 UTC+12 | |                   | | Stade national, Suva Arbitre : Dave Pearson |

| 3 juillet 2009 15h10 UTC+12 | Fidji | 40 – 39 (20 - 14) | Japon | Stade national, Suva Arbitre : Jonathan Kaplan |
| 3 juillet 2009 15h10 UTC+12 | Essai(s) : Kenatale (21e), Goneva (40e), Ledua (76e), Talei (83e) Transformation(s) : Bai (21e, 40e, 76e, 83e) Pénalité(s) : Bai (11e, 29e, 51e, 61e) |                   | Essai(s) : Toetu'u (6e), Tarrant (18e), Aoki (43e), Kikutani (48e, 72e) Transformation(s) : Nicholas (6e, 18e, 43e, 72e) Pénalité(s) : Nicholas (54e, 80e) | Stade national, Suva Arbitre : Jonathan Kaplan |
| 3 juillet 2009 15h10 UTC+12 | |                   | | Stade national, Suva Arbitre : Jonathan Kaplan |

## Statistiques

### Meilleurs réalisateurs
| no | Nom du joueur | Pays              | Points |
| 1  | Hosea Gear    | Juniors All Black | 40     |
| 2  | Ryan Nicholas | Japon             | 36     |
| 3  | Seremaia Bai  | Fidji             | 34     |

### Meilleurs marqueurs
| no | Nom du joueur | Pays              | Essais |
| 1  | Hosea Gear    | Juniors All Black | 8      |
| 2  | Jack Tarrant  | Japon             | 3      |
| -  | Sione Lauaki  | Juniors All Black | 3      |